# ウラジーミル・アトラソフ
ウラジーミル・ヴァシーリヴィチ・アトラソフ（ロシア語: Влади́мир Васи́льевич Атла́сов (Отла́сов), ラテン文字転写: Vladimir Vasilyevich Atlasov (Otlasov); 1661年から1664年、ヴェリキイ・ウスチュグ - 1711年）は、ロシア人で初めてカムチャツカ半島を探検したシベリアコサックである。

## 経歴
1695年8月、ヤクーツクのヴォイヴォダは、アトラソフをチュクチ半島のアナディリ川沿いにあった要塞アナディルスクのヴォイヴォダに任命した。そこに住むロシア人は、カムチャツカに向かって南に流れる川の源流の先住民からヤサーク（貢納）を既に収集したという報告を聞いた。少なくとも、これらの川の一つは、オホーツク海へ出るペンジナ川へ続いていた。1696年、彼はルカ・モロツコ（Лука Морозко）に南を探検させた。モロツコは、カムチャツカ半島の西側の遥か南のテギル川に到着し、神秘的な文章、日本からの難破船を持って帰還した。
1697年、アトラソフは、65人の奉仕と60人のユカギール人を伴って南へ出発した。トナカイでの旅で、彼らはペンジナ川の河口、ペンジナ湾に到着した。アトラソフは、半島の西海岸を二週間かけて南下し、そのときに東海岸へ行った。彼はモロツコを残し東を探検してオリュトルスキー湾に至り、西へ戻った。モロツコは、パラナ川で起きたユカギールの暴動に対処するため、解職される必要があった。テギル川を南へ進み、彼はカムチャツカ川と、初めてイテリメン族と会ったカムチャツカへ向く中央山脈の報告を聞いた。彼は一つの部族と同盟を結び、川を下り、その部族の敵の村を焼いた。帰途で、彼はコリャーク人がトナカイを盗んだことを知り、追い回して150人程殺害し、トナカイを取り戻した。西側を下り続け、彼はイチャ川に到着し、同地で遭難した伝兵衛を救出した。
更に南、彼は阿頼度島が見えるゴリギナ川辺りに到着した。そこで彼は、初めてアイヌと出会い、彼らの50人を殺すよう図った。北への帰途で、彼はカムチャツカに山を越えてオストログを建設するため部隊を派遣した。そこで彼はアナディルスクへ戻ることを決めた。
彼はアナディルスクに1699年7月に到着し、報告書を書いた。彼は1700年6月にヤクーツクにいて、1701年2月に、モスクワに着いて報告書を提出した。彼はヴォイヴォダに昇進し、カムチャツカの管理のために送られた。1701年、アンガラ川で彼は中国の食物を積んだ商人の船を奪った。これにより、彼と部下は投獄された。
カムチャツカは、益々不規則になり、1707年にアトラソフが釈放され、カムチャツカに秩序を修復するため送られた。旅路で、彼の方法はとても荒く、よって殆どの部下は、ヤクーツクに対する抗議の手紙を送った。彼はカムチャツカの原住民をある程度静めたが、1707年12月、部下のコサックが反乱を起こし、彼を幽閉した。彼はそこから脱し、川を下ったが、地元の首領が脇に寄るのを拒み、彼を追い回した。続く4年間の消息は不明確である。1711年、彼は眠っていたところを悪党仲間に殺害された。